# ИЦС
Међународна класификација стандарда или ИЦС (енгл. International Classification for Standards) развијена је раних деведесетих година 20. века са циљем да олакша размену података и информација на подручју стандардизације.
ИЦС представља основу за уређење структуре каталога међународних, регионалних и националних стандарда и других нормативних докумената, као и база података о стандардима, библиотечких каталога итд. Прво издање ове публикације Међународна организација за стандардизацију (ИСО) објавила је 1992. године, а прво издање на српском језику појавило се 1995. године.

## Циљ ИЦС-а
ИЦС (Међународна класификација стандарда) треба да служи као основ за структуру каталога међународних, регионалних и националних стандарда и других нормативних докумената, као и база за њихово наручивање. Такође може послужити за класификовање стандарда и нормативних докумената у базама података, библиотекама итд.
ИЦС треба да олакша усаглашавање информација и средстава за наручивање стандарда, као што су каталози, селективне листе, библиографије и базе података на магнетним и оптичким медијумима и да на тај начин на светском нивоу промовише широку употребу међународних, регионалних и националних стандарда и других нормативних докумената.

## Структура ИЦС-а
За потребе овог документа, општи термин „стандард“ примењује се на све међународне, регионалне и националне нормативне документе, као што су стандарди, технички извештаји, стандардизовани профили, техничке спецификације, технички прописи, упутства, кодекси праксе, оцене технолошких трендова итд., као и на нацрте тих докумената.
ИЦС је хијерархијска класификација која се састоји од три нивоа:
- Ниво 1 обухвата 40 подручја активности у стандардизацији, као што су нпр. друмска возила, пољопривреда, металургија. Свако подручје има двоцифрену одредницу, нпр.: 43 ДРУМСКА ВОЗИЛА
- Подручја су подељена у 392 подгрупе које чине ниво 2. Одредница сваке групе састоји се од одреднице подручја и од троцифреног броја одвојеног тачком од броја подручја, нпр.: 43.040 Системи друмских возила.JUGOSLOVENSKI
- Од 392 групе, њих 127 се даље дели на 909 подгрупа које чине ниво 3. Одредница подгрупе састоји се од одреднице групе и од двоцифреног броја одвојеног тачком од броја групе, нпр.: 43.040.20 Уређаји за осветљавање, сигнализацију и упозоравање

Све групе подељене у подгрупе садрже, уз неколико изузетака, подгрупу која обухвата предмет те групе у целини. Такве подгрупе са општим предметом имају ознаке које се завршавају са ".01". На пример, група: 07.100 Микробиологија - садржи као прву подгрупу: 07.100.01 Микробиологија уопште у коју морају да се укључе стандарди који обухватају подручје микробиологије уопште, као на пример стандард: ИСО 7954:1987, Микробиологија – Опште упутство за одређивање броја квасаца и плесни – Техника бројања колонија на 25 °C, док стандарди који обухватају медицинску микробиологију, микробиологију воде или микробиологију хране морају да се укључе тим редоследом у друге посебне подгрупе: 07.100.10, 07.100.20 или 07.100.30JUGOSLOVENSKI '

## Листа ИЦС подручја
- 01 ОПШТЕ. ТЕРМИНОЛОГИЈА. СТАНДАРДИЗАЦИЈА. ДОКУМЕНТАЦИЈА
- 03 УСЛУГЕ. ОРГАНИЗАЦИЈА КОМПАНИЈЕ, УПРАВЉАЊЕ И КВАЛИТЕТ. АДМИНИСТРАЦИЈА. ТРАНСПОРТ. СОЦИОЛОГИЈА
- 07 МАТЕМАТИКА. ПРИРОДНЕ НАУКЕ
- 11 ТЕХНОЛОГИЈА ЗАШТИТЕ ЗДРАВЉА
- 13 ЖИВОТНА СРЕДИНА. ЗАШТИТА ЗДРАВЉА. БЕЗБЕДНОСТ
- 17 МЕТРОЛОГИЈА И МЕРЕЊЕ. ФИЗИЧКЕ ПОЈАВЕ
- 19 ИСПИТИВАЊЕ
- 21 МАШИНЕ И МАШИНСКИ ЕЛЕМЕНТИ ЗА ОПШТУ УПОТРЕБУ
- 23 ПНЕУМАТСКИ ХИДРАУЛИЧКИ СИСТЕМИ И КОМПОНЕНТЕ ЗА ОПШТУ УПОТРЕБУ
- 25 ПРОИЗВОДНО ИНЖЕЊЕРСТВО
- 27 ПРЕТВАРАЊЕ И ПРЕНОС ЕНЕРГИЈЕ И ТОПЛОТЕ
- 29 ЕЛЕКТРОЕНЕРГЕТИКА
- 31 ЕЛЕКТРОНИКА
- 33 ТЕЛЕКОМУНИКАЦИЈЕ. АУДИО И ВИДЕО ТЕХНИКА
- 35 ИНФОРМАЦИОНА ТЕХНОЛОГИЈА. КАНЦЕЛАРИЈСКЕ МАШИНЕ
- 37 ТЕХНОЛОГИЈА СЛИКЕ
- 39 ПРЕЦИЗНА МЕХАНИКА. ДРАГУЉАРСТВО
- 43 ДРУМСКА ВОЗИЛА
- 45 ИНЖЕЊЕРСТВО ШИНСКОГ САОБРАЋАЈА
- 47 БРОДОГРАДЊА И БРОДСКА ПОСТРОЈЕЊА
- 49 ВАЗДУХОПЛОВСТВО И КОСМОНАУТИКА
- 53 ОПРЕМА ЗА РУКОВАЊЕ МАТЕРИЈАЛИМА
- 55 ПАКОВАЊЕ И ДИСТРИБУЦИЈА РОБЕ
- 59 ТЕХНОЛОГИЈА ТЕКСТИЛА И ТЕХНОЛОГИЈА КОЖЕ
- 61 ИНДУСТРИЈА ОДЕЋЕ
- 65 ПОЉОПРИВЕДА
- 67 ПРЕХРАМБЕНА ТЕХНОЛОГИЈА
- 71 ХЕМИЈСКА ТЕХНОЛОГИЈА
- 73 РУДАРСТВО И МИНЕРАЛИ
- 75 НАФТА И СРОДНЕ ТЕХНОЛОГИЈЕ
- 77 МЕТАЛУРГИЈА
- 79 ТЕХНОЛОГИЈА ДРВЕТА
- 81 ИНДУСТРИЈА СТАКЛА И ИНДУСТРИЈА КЕРАМИКЕ
- 83 ИНДУСТРИЈА ГУМЕ И ИНДУСТРИЈА ПЛАСТИЧНИХ МАСА
- 85 ТЕХНОЛОГИЈА ПАПИРА
- 87 ИНДУСТРИЈА БОЈА И ЛАКОВА
- 91 ГРАЂЕВИНСКИ МАТЕРИЈАЛИ И ВИСОКОГРАДЊА.
- 93 ГРАЂЕВИНАРСТВО (грађевински и инжењерски објекти)
- 95 ВОЈНО ИНЖЕЊЕРСТВО
- 97 ОПРЕМА ЗА ДОМАЋИНСТВО И КОМЕРЦИЈАЛНА ОПРЕМА. ОДМОР И РАЗОНОДА. СПОРТОВИ